# All You Want
Singles de Dido
Hunter One Step Too Far avec Faithless
Pistes de No Angel
My Lover's Gone Thank You
All You Want est le quatrième et dernier extrait de l'album de Dido, No Angel.

## Clip
La vidéo illustrant la chanson est un mix d'un concert à Vancouver et de courtes séquences montrant Dido durant les coulisses de sa tournée mondiale de 2001.

## Titres
1. All You Want - single version (Dido Armstrong, Paul Herman, Rollo Armstrong)
2. Christmas Day (Dido Armstrong, Rollo Armstrong)